# Lehmann (Santa Fe)
Lehmann is een plaats in het Argentijnse bestuurlijke gebied Castellanos in de provincie Santa Fe. De plaats telt 2608 inwoners.